# 爆裂戰士戰藍寶
《爆裂戰士戰藍寶》，是2000年2月5日～同年9月23日每週星期六在18:28-18:58於朝日電視台播放的電視動畫作品。故事講述在很遙遠的將來，地球由一些稱為異變人的生物支配，地球上的人類完全滅絕，只剩下一個名叫八雲的女孩。而主角們為了恢復人種，必須保護這個最後的人類。這動畫主要講述他們的完成這項任務的冒險過程。

## 故事大綱
以戰藍寶爲首，高舉反旗推翻了人類統治的時代的七將軍。距離打倒人類已經過了300年了，地球各地由七將軍支配著。它們分別是昆蟲王杜格古、爬蟲王龍馬、鳥獸王路西菲妮、海洋古拉勤王、猛獸王漢迦、幻獸王基米拉斯、戰藍寶。
破壞之神戰藍寶傳說的化身。300年前、率領馬托利古薩與人類戰鬥的七將軍之首、華麗的動作，驚人的力量堪稱最強戰士、他的力量與其他將軍相比完全是是壓倒性的強大、他的存在使到天地間所有的一切都非常畏懼。將人類的希望寄托之處[中央]毀滅、冷酷的他要將唯一一個人類的嬰兒八雲殺死之時卻被八雲體內的力量所打敗。正是此時，戰藍寶的力量根源化爲3顆寶石飛向天際、這3顆寶石被本作的三位主角拾起而繼承了戰藍寶的力量使用的武器是鋒銳的彎刀。

## 主角
魔修羅（聲：高山南（日本）／劉昭文（香港））
八雲（聲：皆口裕子（日本）／王夢華（香港））
薩果（聲：川津泰彦（日本）／呂永林（香港））
庫塔魯（聲：龍田直樹（日本）／周永光（香港））
白馬（聲：柏仓つとむ（日本））
冰咖（聲：久川綾（日本）／姜麗儀（香港））

## 電視動畫
於2000年2月播出。

### 製作人員
- 原作：東堂泉（「Comic BomBom」連載／講談社）（「テレビマガジン連載」）
- 監督：今澤哲男
- 系列構成：關島真賴
- 角色設計：神村幸子
- 美術設計：東潤一、窪田忠雄、內川文廣
- 色彩設計：澤田豊二
- 音樂：堀井勝美
- 製片人：岩本太郎（テレビ朝日）、矢田晃一（東映エージェンシー）、森下孝三（東映エージエンシー）
- 製作擔當：松坂一光
- 製作協力：東映
- 製作：テレビ朝日、東映エージエンシー、東映アニメーション

### 主題曲
片頭曲

作詞、作曲、編曲、主唱：宮崎步
片尾曲

作詞：KAZUMA，作曲：MASAKI，編曲：菊地圭介，主唱：Jet's
插入曲
（第21話、第32話）
作詞、作曲、編曲、主唱：宮崎步
（第24話）
作詞：KAZUMA，作曲：MASAKI，編曲：菊地圭介，主唱：Jet's

## 外部連結
- （日語）東映動畫（页面存档备份，存于）